# Fritz Jakob Marcan

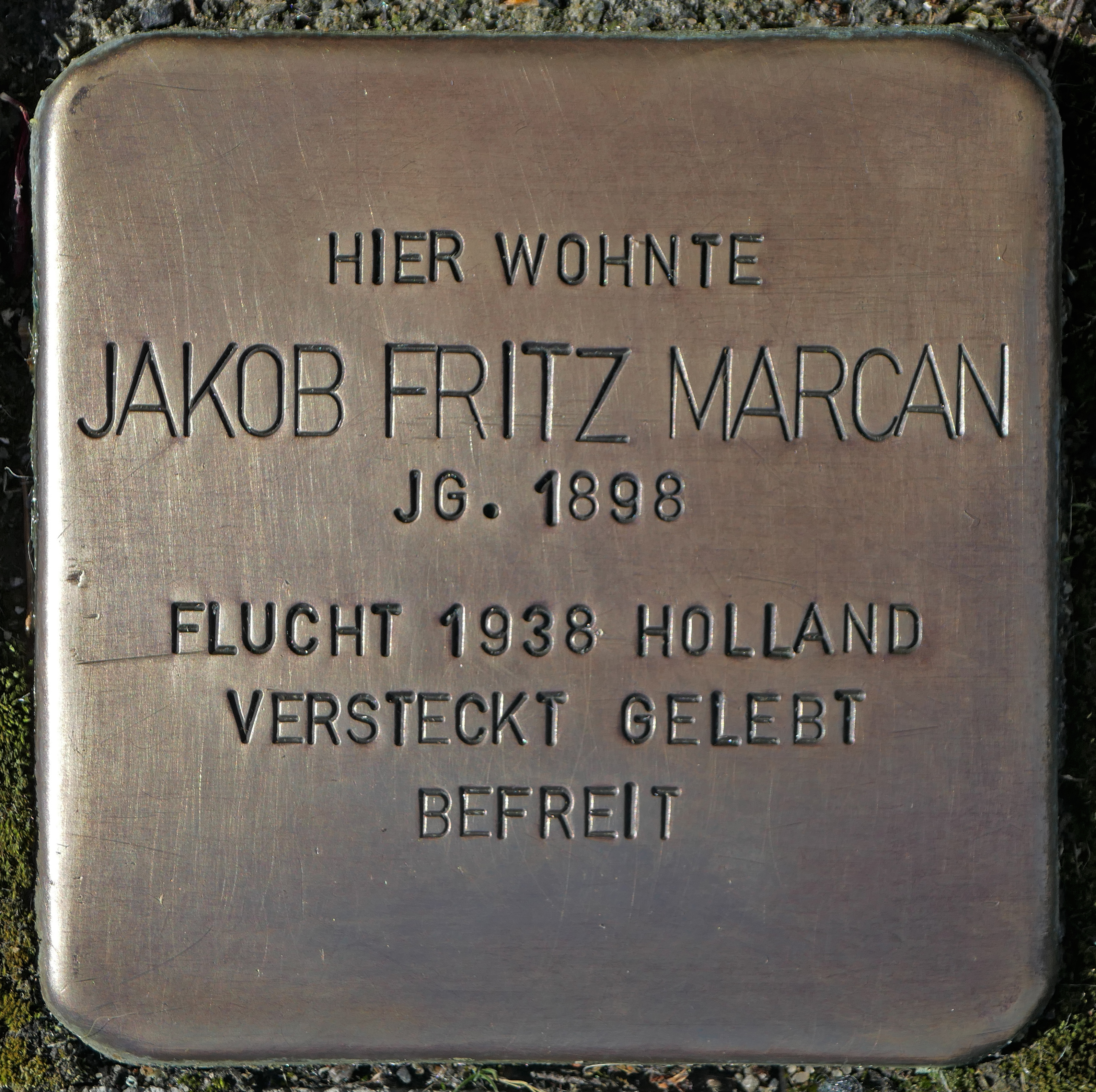
Stolperstein für Fritz Jakob Marcan am Pauliplatz 11 in Köln

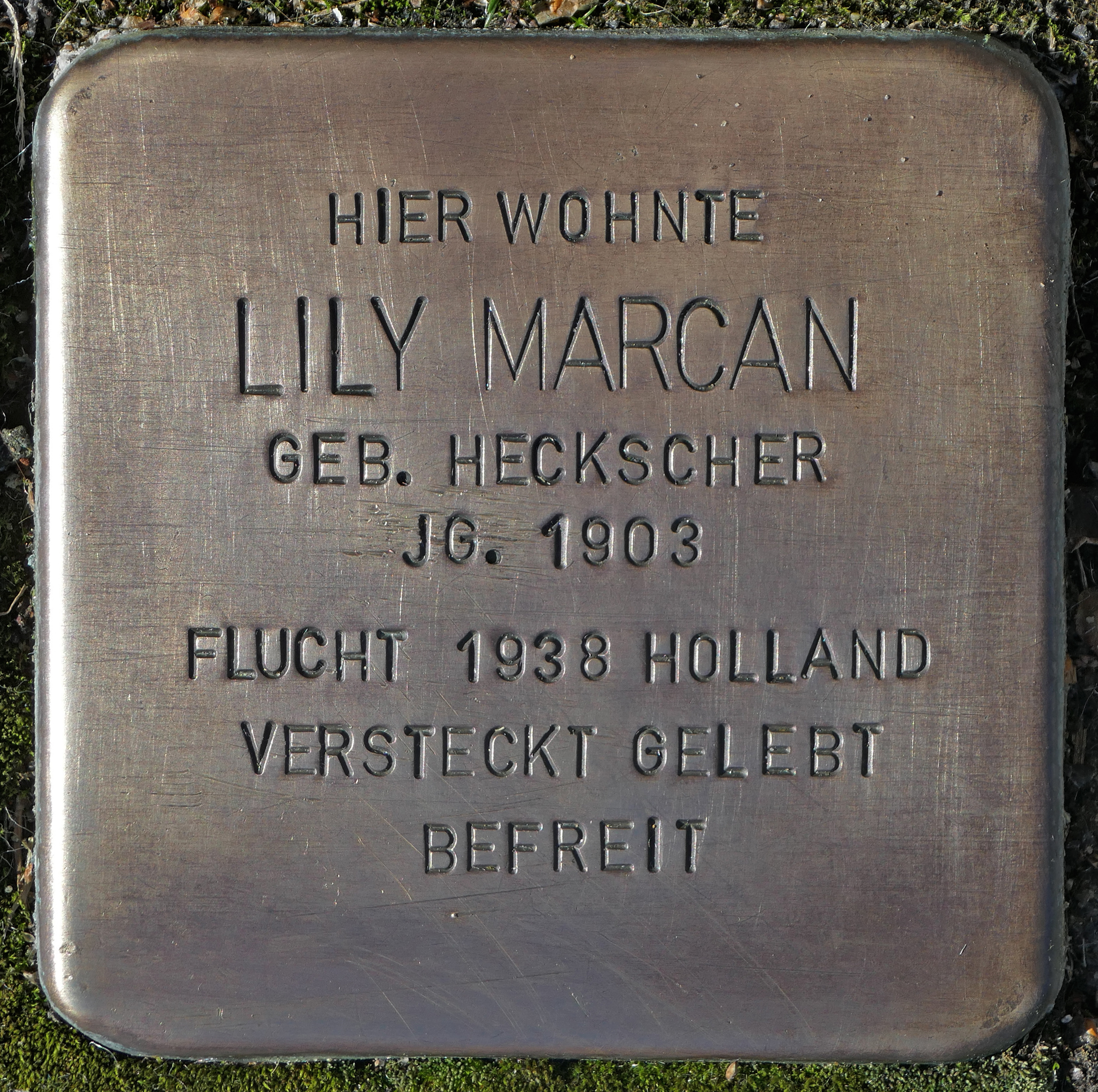
Stolperstein für Lily Marcan

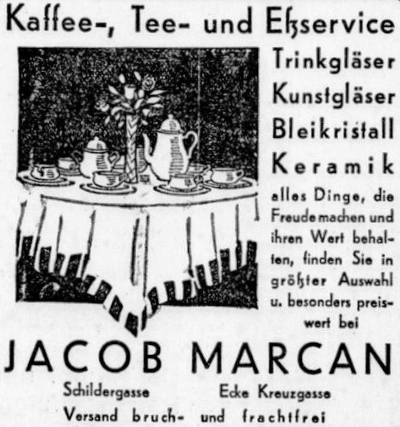
Werbung für das Porzellangeschäft Marcan (1928)

Fritz Jakob Marcan, auch Jakob (Jacob) Fritz Marcan, (geboren 14. März 1898 in Köln; gestorben 2. November 1972 in Bussum, Niederlande) war ein deutscher Verleger und Kaufmann. 1938 verließ er Deutschland in Richtung Niederlande, um seine Familie und sich vor der Judenverfolgung durch den NS-Staat zu retten. Dort gehörte er dem Joodsche Raad voor Amsterdam an, was die Familie zunächst vor der Deportation bewahrte. Im Herbst 1943 gelang es den Marcans, aus dem Durchgangslager Westerbork zu entkommen. Nach Kriegsende ließ sich die Familie in den Niederlanden nieder, wo Fritz Jakob Marcan 1972 starb.

## Biographie

### Ausbildung und Verlag
Fritz Jakob Marcan war der Sohn von Brünette (Nettchen) Marcan, geborene Samuel (1878–1953), und von Julius Marcan (1868–ca. 1953). Er hatte eine Schwester, Alwine (1901–1991). Am 14. April 1929 heiratete er Lily Heckscher; aus der Ehe gingen zwei Söhne hervor: Michael René Marcan (geboren 1930) und Klaus Martin Marcan (1931–2023).
Welche Schulen Marcan in Köln besuchte, ist nicht bekannt. 1916 nahm er ein Studium in verschiedenen Fächern wie Philosophie und Geschichte an der Universität in München auf; zwischenzeitlich war er auch an der Universität in Bonn immatrikuliert. Von Januar 1917 bis November 1918 diente er als Soldat.
1922 gründete „cand. phil.“ (Student der philosophischen Fakultät) Fritz Marcan gemeinsam mit dem Kölner Kaufmann Dr. Paul Block den Marcan-Block-Verlag, der seinen Sitz wie das Geschäft von Marcans Eltern in der Schildergasse 84a hatte. Das Programm des Marcan-Verlages war elitär, und auf die Ausstattung der Bücher wurde großer Wert gelegt. In der ersten Publikation 1922 wurden drei an der Kölner Universität gehaltene Reden zum Gedenken an den Reichsaußenminister Walther Rathenau veröffentlicht, der im Juni des Jahres bei einem Attentat ermordet worden war. 1923 erschien in diesem Verlag Novalis’ religiöse Schriften, herausgegeben von Heinrich Lützeler (der spätere Professor der Universität Bonn war damals Anfang 20). 1924 wurde der erste Band des Wallraf-Richartz-Jahrbuchs in Marcans Verlag herausgegeben; für den zweiten Band, der allerdings in Leipzig erschien, schrieb Marcan einen Beitrag über Johann Anton Ramboux. In der Deutschen Nationalbibliothek sind 19 Werke aus dem Verlag Marcan zwischen 1922 und 1924 aufgeführt. 1925 erschien der Sammelband Von neuer Musik. Beiträge zur Erkenntnis neuzeitlicher Tonkunst einer Studentengruppe um Else Thalheimer, Heinrich Grues und Eigel Kruttge, in dem unter anderen die später in der NS-Zeit angefeindeten Komponisten Ernest Bloch, Arnold Schönberg, Egon Wellesz, Ernst Krenek und Alois Hába als Autoren vertreten waren. Der umfangreichste Beitrag galt Paul Hindemith.
Im Februar 1924 erschien im Börsenblatt des deutschen Buchhandels die Mitteilung, dass sich der Teilhaber „Dr. M. P. (Max Paul) Block“ zurückgezogen habe und der Name des Verlag ab jetzt „F. J. Marcan-Verlag GmbH“ laute. Im Handelsregister des Amtsgerichts Köln ist die Laufzeit des Marcan-Block-Verlages unter der Handelsregister-Nr. HRB 4391 von 1922 bis 1928 angegeben. 1928 wurde Fritz Jakob Marcan als Mitglied der „Soncino-Gesellschaft der Freunde des jüdischen Buchs“ geführt.

### NS-Zeit und Kriegsjahre

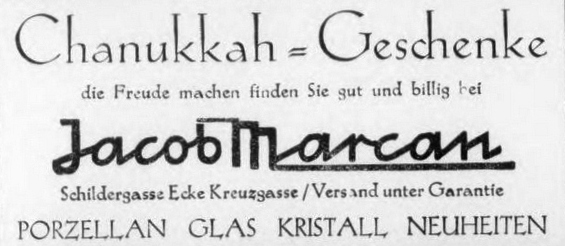
Werbung von Marcan aus dem Jahre 1937

Die Eltern von Fritz Jakob Marcan führten ein Geschäft für Porzellan, Glas- und Kristallwaren im Eckhaus Schildergasse Nr. 84a, die schon damals eine beliebte Einkaufsstraße in der Kölner Innenstadt war. Seine Großeltern Jacob und Alwine Marcan waren vom Niederrhein nach Köln gezogen und hatten um 1868 eine „Handlung für landwirtschaftliche Maschinen, Haus- und Küchengeräte, Holz- und Korbwaren“ eröffnet, die sich zunächst in der Brückenstraße und dann auf der Hohe Straße befand. Um 1880 umfasste das Angebot Porzellan, englische Glas- und Kristallwaren, eiserne Gartenmöbel und Petroleumlampen, und das Geschäft zog in ein attraktives Ladenlokal auf der Schildergasse. 1921 feierte die „bekannte und in ihrem Zweige bedeutende Firma“ ihr 50-jähriges Bestehen. Das Geschäft warb auch damit, „das älteste Porzellangeschäft Kölns“ zu sein, und verwies stolz auf seine sieben Schaufenster. Vermutlich trat Fritz Marcan dem elterlichen Geschäft aktiv erst Ende der 1920er Jahre bei, nachdem der Betrieb seines Verlages eingestellt worden war.
1956 berichtete Marcan im Rahmen des Projekts „Testaments to the Holocaust“ über die Vorgänge während der Reichspogromnacht 1938, die er allerdings nicht selbst erlebt, sondern aus den Berichten seiner Familie erfahren hatte: Danach stiegen am 10. November zehn SA-Männer über die Mauer des Privathauses seiner Familie in Braunsfeld. Sie zerstörten Teile der Inneneinrichtung und zerschnitten Bilder. Sie suchten nach dem Familienvater, der aber schon im März 1938 nach England ausgereist war, um von dort legal in die Niederlande einzuwandern. Seine Frau und seine Kinder lebten noch in Köln und sollten ihm bald folgen. Marcan berichtete, sein Nachbar Johannes Ziekursch, ein Geschichtsprofessor, habe sich passiv verhalten, wohingegen ein anderer Nachbar, Walther Grützner, ein früherer Regierungspräsident, lautstark protestiert habe, woraufhin er von den SA-Männern misshandelt und bedroht worden sei. Grützner habe die Polizei alarmiert, die ihn aber beschied, nichts machen zu können. Die Männer schlugen einen der beiden Marcan-Söhne, ließen die Familie aber im Haus.
Um 5 Uhr morgens fuhren nach späteren Berichten von Augenzeugen Mitglieder der SA mit einem LKW rückwärts in die Schaufenster des Geschäftes der Marcans in der Schildergasse, um anschließend den größten Teil der Waren auf drei Etagen zu zertrümmern. Der geschätzte Schaden betrug rund 90.000 Reichsmark. Eine Zeitzeugin, Schülerin der Königin-Luise-Schule, die auch Marcans Cousinen Liese Lotte und Hannah besuchten, berichtete von ihrem Entsetzen, als sie auf dem Schulweg vor diesem Geschäft knöcheltief durch die Trümmer der Kristall- und Porzellanwaren waten musste. Es gelang den Eindringlingen aber nicht, durch die eiserne Verbindungstür in die Wohnung der Eltern von Fritz Jakob Marcan zu gelangen. Marcans Frau und Söhne folgten ihm am 31. Dezember 1938 in die Niederlande, die Eltern wanderten 1939 nach England aus. Wie bei anderen jüdischen Eigentümern verschlechterten die Folgen der Pogromnacht die Chancen, einen angemessenen Preis für ihre Immobilie zu erhalten, indem die Schäden „krass überbewertet wurden“, um den Kaufpreis zu senken. Obwohl das Geschäft bei Lloyd’s versichert war, wurde der Schaden nicht ersetzt. Am 3. Dezember 1938 inserierten die neuen Inhaber Hamels & Co., dass man das Geschäft der Marcans übernommen habe und nun als „Deutsches Geschäft“ weiterführe.
Am 1. Juli 1939 erwarb Fritz Jakob Marcan von einem befreundeten Verwandten ein Geschäft für Kunstgewerbe in Haarlem. Nach dem Überfall der deutschen Wehrmacht auf die Niederlande mussten alle Juden einen 25 Kilometer breiten Streifen hinter der Küste verlassen, und die Marcans zogen nach Naarden, wo die Söhne bis Dezember 1941 die Comeniusschool besuchten. Von dort aus zog die Familie nach Amsterdam, wo Marcan eine Stellung beim Judenrat von Amsterdam erhalten hatte. 2019 berichtete der inzwischen 88-jährige Sohn Michael René „Mick(y)“ Marcan als Zeitzeuge vor einer niederländischen Schulklasse über diese Zeit: Bei Razzien festgenommene Juden, die vor ihrer Deportation in das Lager Westerbork in die Hollandsche Schouwburg gebracht wurden, seien mithilfe von Dokumenten mit von Fritz Marcan gefälschten Stempeln freigekommen, und er selbst habe seinen Vater unterstützt, indem er gefälschte Unterschriften des Leiters der Zentralstelle für jüdische Auswanderung in Amsterdam, Ferdinand aus der Fünten, angebracht habe. Im Juli 1943 wurde die Familie Marcan in das Lager Westerbork deportiert. Zwei Mal hätten sie auf der Liste zur weiteren Deportation nach Auschwitz gestanden, so Mick Marcan, konnten aber jedes Mal den Zug vor Abfahrt wieder verlassen, nachdem aus der Fünten interveniert hatte.
In einigen Publikationen über Edith Stein wird die Beobachtung eines Julius Marcan, Kaufmann aus Köln, angeführt: „Unter den eingelieferten Gefangenen fiel Edith Stein auf durch ihre große Ruhe und Gelassenheit. […] [sie] ging unter den Frauen umher, tröstend, helfend, beruhigend wie ein Engel.“ Dieser Bericht wirft Fragen auf, da Edith Stein 1942 nach Auschwitz deportiert wurde und die Marcans erst 1943 im Lager Westerbork eintrafen. Zudem ist Julius der Vorname von Fritz Marcans Vater, der sich schon seit 1939 in England aufhielt; ein zweiter Kölner dieses Namens ist nicht bekannt.
Im Oktober 1943 wurde Fritz Marcan mit seinen Kollegen vom Judenrat von Amsterdam nach Velp versetzt; auf einer Liste der niederländischen Initiative mei tot mei (von Mai bis Mai) ist die Familie im Herbst 1943 als aus Westerbork „geflohen“ aufgeführt. Zwei Tage vor der Landung der Luftstreitkräfte in Arnheim im September 1944 tauchten sie auf Anraten ihres deutschen Vorgesetzten unter und überlebten so den Krieg. Dass die Familie überlebte, führte Mick Marcan später auf das entschlossene Handeln seiner Eltern zurück, aber auch „auf eine sehr große Portion Glück“.
Ein Onkel von Fritz Jakob Marcan war der angesehene Kölner Gynäkologe Max Samuel (1880–1943), ein Bruder von Marcans Mutter Nettchen. Er und seine Frau Hedwig (1893–1942) waren die Eltern von Liese Lotte (1923–1943), Hannah (1920–2013) und Hans-Herbert (John) Samuel (1921–?). Von Samuels Familie überlebten lediglich Hannah und Hans-Herbert den Holocaust.

### Nach dem Krieg
Nach dem Krieg ließ sich die Familie Marcan erneut in Naarden nieder. Finanziell scheint es der Familie gut gegangen zu sein, da sie in einer großzügigen Villa wohnte und 1950 etwa per Anzeige ein Hausmädchen suchte. Im Januar 1958 gab Marcan dem Projekt Testifying the truth der Wiener Library ein Interview zu den Erlebnissen seiner Familie in Köln und den Niederlanden, das aber wegen einer Erkrankung von ihm nicht beendet werden konnte. Über die Jahre bis zu seinem Tod ist darüber hinaus nichts öffentlich bekannt. Fritz Jakob Marcan starb 1972 in Bussum, seine Frau Lily 1986 in Naarden.
2019 sprach Mick Marcan beim alljährlichen Gedenktag im Lager Westerbork die „Betrachtung“ („overdenking“).

## Gedenken
2015 wurden vor dem Wohnhaus der Marcans am Pauliplatz 11 im Kölner Stadtteil Braunsfeld vom Künstler Gunter Demnig Stolpersteine für Lily und Fritz Jakob Marcan verlegt.

## Publikationen des Marcan-(Block)-Verlages (Auswahl)
- Wallraf-Richartz-Museum der Stadt Köln, ältere Abt. Teil: 1., Die ältesten deutschen Gemälde 1300–1430. Köln am Rhein 1923.
- Gustav Landauer: Der Todesprediger. Köln 1923.
- Heinrich Lützeler (Hrsg.): Pascal Blaise. Religiöse Schrift. F. J. Marcan-Verlag, Köln 1924.
- Walter Passarge: Das deutsche Vesperbild im Mittelalter. Köln 1924.
- Fjodor Dostojewski mit Zeichnungen von Marta Worringer: Die Sanfte. Eine phantastische Erzählung. Köln 1925.
- Heinrich Grues/Eigel Kruttge/Else Thalheimer: Von neuer Musik : Beiträge zur Erkenntnis der. neuzeitlichen Tonkunst. Köln 1925.